# توماش أويفالوشي

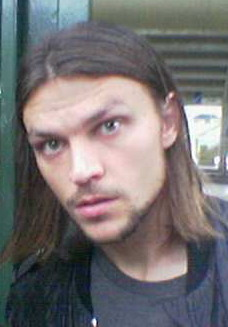
توماش أويفالوشي

توماش أويفالوشي (Tomáš Ujfaluši؛ ولد في 24 مارس 1978، في ريمارجوف) هو لاعب كرة قدم مدافع من تشيكيا. يلعب حالياً لنادي أتلتيكو مدريد ابتداءً من صيف 2008 وقبله في الدوري الإيطالي الدرجة A لصالح نادي فيورنتينا.
بدأ توماش أويفالوشي مع نادي سيغما أولومووتس التشيكي لأكثر من ثلاث أعوام حتى سنة 2000. انتقل بعد ذلك إلى نادي هامبورغ الألماني لأربع سنوات لينتقل في 2004 إلى نادي فيورنتينا. كما شارك اللاعب ضمن تشكيلة منتخب الجمهورية التشيكية لكرة القدم التي شاركت في كأس الأمم الأوروبية لكرة القدم 2004 وبطولة كأس العالم لكرة القدم 2006.
لعب لفريق أتلتيكو مدريد للفترة بين 2008 - 2011
حاليا يلعب مع غالطة سراي التركي.

## مسيرته الكروية
لعب توماش أويفالوشي خلال مسيرته الاحترافية مع 5 أندية في ثمانية عشر موسمًا وسجل خلالها 10 أهداف ضمن 461 مباراة. ولم يفز بأي موسم بالكأس وفاز في موسمين بالدوري.
خاض توماش أويفالوشي مسيرته مع نادي سيغما أولوموتس في موسم 1996–97 ليلعب معه خمسة مواسم، مشاركًا في 100 مباراة سجل خلالها 4 أهداف. ثم انتقل إلى نادي هامبورغ في موسم 2000–01 ليلعب معه أربعة مواسم، حيث شارك في 105 مباراة سجل خلالها 3 أهداف. لينتقل بعدها إلى نادي فيورنتينا في موسم 2004–05 ليلعب معه أربعة مواسم، مشاركًا في 123 مباراة سجل خلالها هدفين. ثم انتقل إلى نادي أتلتيكو مدريد في موسم 2008–09 واستمر معه طيلة ثلاثة مواسم، مشاركًا في 92 مباراة ولم يسجل أي هدف. هذا وانتقل لاحقًا إلى نادي غلطة سراي في موسم 2011–12 ولمدة موسمين، مشاركًا في 41 مباراة سجل خلالها هدفًا واحدًا.

## روابط خارجية
- توماش أويفالوشي على موقع الاتحاد الدولي (مؤرشف)  (الإنجليزية)
- توماش أويفالوشي على موقع الاتحاد الأوربي (الإنجليزية)
- توماش أويفالوشي على موقع الاتحاد التشيكي (الإنجليزية)
- توماش أويفالوشي على موقع اتحاد تركيا (لاعب) (الإنجليزية)
- توماش أويفالوشي على موقع قاعدة بيانات كرة القدم.إي يو (الإنجليزية)
- توماش أويفالوشي على موقع بيانات كرة القدم. دي إي (الألمانية)
- توماش أويفالوشي على موقع ناشيونال فوتبول تيمز (الإنجليزية)
- توماش أويفالوشي على موقع Soccerway.com (الإنجليزية)
- توماش أويفالوشي على موقع عالم كرة القدم.نت (الإنجليزية)
- توماش أويفالوشي على موقع أوليمبيديا (الإنجليزية)